# 1886年鐵路
此條目列出1886年發生有關鐵路運輸的事件。

## 事件

### 2月
- 2月1日：默西鐵路（英语：Mersey Railway）通車。

### 3月
- 3月1日：官設鐵道武豐至熱田段通車。

### 10月
- 10月18日：巴黎大環線鐵路全線通車。